# Wyręba (Bartoszyce)
Wyręba (deutsch Kraphausen) ist ein Ort in der polnischen Woiwodschaft Ermland-Masuren. Er gehört zur Gmina Bartoszyce (Landgemeinde Bartenstein) im Powiat Bartoszycki (Kreis Bartenstein).

## Geographische Lage
Wyręba liegt in der nördlichen Mitte der Woiwodschaft Ermland-Masuren, 18 Kilometer südlich der früheren und heute auf russischem Hoheitsgebiet gelegenen Kreisstadt Preußisch Eylau (russisch Bagrationowsk) bzw. neun Kilometer südwestlich der jetzigen Kreismetropole Bartoszyce (deutsch Bartenstein).

## Geschichte
Das seinerzeitig Krapothen genannte Gutsdorf wurde vor 1400 gegründet. Es handelt sich um ein großes Gut mit entsprechend großem Park und wurde im 15. Jahrhundert Krapusen und Kraposen, vor 1785 Kropothen, um 1785 Krapausen und nach 1785 Kraphausengenannt. Es war bis 1945 ein Wohnplatz von Tolks (polnisch Tolko) im ostpreußischen Kreis Preußisch Eylau.
Als 1945 in Kriegsfolge das gesamte südliche Ostpreußen an Polen fiel, bekam Kraphausen die polnische Namensform „Wyręba“. Heute ist die Osada (= „Siedlung“)  eine Ortschaft innerhalb der Landgemeinde Bartoszyce (Bartenstein) im Powiat Bartoszycki (Kreis Bartenstein (Ostpr.)), von 1975 bis 1998 der Woiwodschaft Olsztyn, seither der Woiwodschaft Ermland-Masuren zugehörig. Im Jahre 2021 zählte Wyręba 53 Einwohner.

## Religion

### Christentum
Kraphausen war bis 1945 in die evangelische Kirche Reddenau (polnisch Rodnowo) in der Kirchenprovinz Ostpreußen der Kirche der Altpreußischen Union, außerdem in die römisch-katholische Kirche Bartenstein (polnisch Bartoszyce) im damaligen Bistum Ermland eingepfarrt.
Heute gehört Wyręba katholischerseits zur Pfarrei in Rodnowo im jetzigen Erzbistum Ermland, evangelischerseits zur Kirchengemeinde Bartoszyce, einer Filialgemeinde der Johanneskirche in Kętrzyn (Rastenburg) in der Diözese Masuren der Evangelisch-Augsburgischen Kirche in Polen.

## Verkehr
Wyręba liegt an einer Nebenstraße, die Tolko (Tolks) mit Rodnowo (Reddenau) verbindet und ist über den Abzweig Wyręba zu erreichen. Außerdem bestehen Verbindungsstraßen zu den beiden Nachbarorte Kiersity (Kirschitten) und Kotowo (Katzen). Eine Anbindung an den Bahnverkehr existiert nicht.

## Persönlichkeiten des Ortes

### Aus dem Ort gebürtig
- Georg von Tettau (* 15. September 1837 auf Kraphausen), Obermarschall im Königreich Preußen, Gutsherr auf Kraphausen († 1930)

### Mit dem Ort verbunden
- Georg Abel von Tettau (1618–1677), Obermarschall im Herzogtum Preußen, Gutsherr auf Kraphausen